# 胡椒醛
胡椒醛（又名洋茉莉醛）是一種常用於香水及食品中香料的有机化合物添加劑 ，具有柔和的葵花型香气。分子結構與其他芳香族、醛化合物如苯甲醛、香蘭素相似。

## 天然存在
胡椒醛天然存在于各种植物。例子包括莳萝，香草，香堇菜和黑胡椒。

## 制備
胡椒醛可通過氧化異黃樟腦來取得，或以兒茶酚或 1,2-亞甲二氧基苯為原料，逐步合成至胡椒醛。